# تابع تکه‌ای خطی
در ریاضیات و آمار، یک تکه‌ای خطی، پی‌ال یا چندپاره یک تابع حقیقی از یک متغیر حقیقی است که نمودار آن از بخش‌های خط-مستقیم تشکیل شده‌است.

## مثال‌ها

یک تابع تکه‌ای خطی پیوسته

تابع تعریف شده با
{\displaystyle f(x)={\begin{cases}-x-3&{\text{if }}x\leq -3\\x+3&{\text{if }}-3<x<0\\-2x+3&{\text{if }}0\leq x<3\\0.5x-4.5&{\text{if }}x\geq 3\end{cases}}}

## برازشبرای یک منحنی

یک تابع (آبی) و یک تقریب تکه‌ای خطی برای آن (قرمز)

تقریب برای یک منحنی شناخته شده را می‌توان با نمونه از منحنی و درون‌یابی به‌طور خطی بین نقاط پیدا کرد. الگوریتمی برای محاسبه نقاط ویژه وابسته به انحراف مجاز خطای داده شده منتشرشده است.

## بیشتر خواندن
- Apps, P. , Long, N. , & Rees, R. (2014). Optimal piecewise linear income taxation. Journal of Public Economic Theory, 16(4), 523–545.